# 菜刀·剪刀·美工刀·刀·匕·錐/靈靈靈靈靈靈靈靈魔魔魔魔魔魔魔魔
《菜刀·剪刀·美工刀·刀·匕·錐/靈靈靈靈靈靈靈靈魔魔魔魔魔魔魔魔》（日语：／ Hōchō Hasami Kattā Naifu Dosu Kiri / Rei Rei Rei Rei Rei Rei Rei Rei Ma Ma Ma Ma Ma Ma Ma Ma）是日本搖滾樂團Maximum The Hormone的第5張單曲，於2004年11月25日由VAP發售。不含稅定價爲1126日圓，消費稅改爲8%前的含稅價格爲1182日圓，與日語「好傢伙」（イイヤツ）同音。

## 簡介
本單曲是Maximum The Hormone在2004年發表的第2張單曲。Maximum The Hormone自2004年至2014年，每年發表兩張單曲，而這張單曲是雙A面單曲，分DISC-1和DISC-2兩盤，每盤收錄兩首，共計4首歌曲。初回特典封入了棉花棒。

## 收錄曲目
括號中的漢譯僅供參考，並非官方翻譯。
全作詞作曲：Maximum The 亮君　編曲：Maximum The Hormone
DISC-1
1. （菜刀·剪刀·美工刀·刀·匕·錐）
  - 時長：2分25秒
  - 收錄於專輯《搖滾性無能殺手》。朝日電視臺《完賣劇場》的主題曲。標題的官方寫法是在「菜刀」「剪刀」「美工刀」「刀」「匕」「錐」上都畫上×記號。
2. （人鏟）
  - 時長：3分56秒
  - 專輯《耳齧（日语：ミミカジル）》所收錄同名曲的重錄版。此版本往下調了半音。爵士鼓部份使用雙貝斯鼓，而演唱會上由於貝斯彈奏難以聽見而用回了單貝斯鼓。

DISC-2
1. （靈靈靈靈靈靈靈靈魔魔魔魔魔魔魔魔）
  - 時長：3分4秒
  - 收錄於專輯《搖滾性無能殺手》。曲名有意反映了歌詞所大力使用的擬聲吟唱。貝斯手上醬在演唱時使用了五弦貝斯，奈緒在後半曲演唱了咆哮腔。[4]
2. （在椎名公車站等待。）
  - 時長：43秒
  - 歌詞未寫在歌詞卡片上。[5]